# Tau Canis Majoris
Tau Canis Majoris (τ CMa) – gwiazda w gwiazdozbiorze Wielkiego Psa. Jest odległa od Słońca o około 5700 lat świetlnych.

## Charakterystyka
Jest to gwiazda wielokrotna, którym najjaśniejszym składnikiem jest błękitny jasny olbrzym, należący do typu widmowego O.
Jasny składnik A układu Tau Canis Majoris jest gwiazdą podwójną, której składniki dzieli odległość kątowa 0,15″, towarzyszy jej gwiazda B o wielkości 10,2m oddalona o 8″. Jeden ze składników τ CMa A jest gwiazdą spektroskopowo podwójną, której składniki okrążają wspólny środek masy co 155 dni, a jedna z tych gwiazd okazuje się ciasnym układem podwójnym zaćmieniowym o okresie 1,28 dnia. W pobliżu są widoczne także inne gwiazdy. Układ Tau Canis Majoris jest najjaśniejszym składnikiem gromady otwartej NGC 2362. Gromada ma około 5 milionów lat.